# ژلیکو پروشیچ
ژلیکو پروشیچ (کرواتی: Željko Perušić؛ ۲۳ مارس ۱۹۳۶ – ۲۸ سپتامبر ۲۰۱۷) یک بازیکن فوتبال اهل یوگسلاوی بود.
از باشگاه‌هایی که در آن بازی کرده‌است می‌توان به دینامو زاگرب و باشگاه فوتبال مونیخ ۱۸۶۰ اشاره کرد.
وی همچنین در تیم ملی فوتبال تیم ملی فوتبال یوگسلاوی بازی کرده‌است.
وی در مسابقات کشوری و بین‌المللی در مجموع برندهٔ ۱ مدال طلا و ۱ مدال نقره شده‌است.